# Врата (Дравоград)
Врата (словен. Vrata) — поселення в общині Дравоград, Регіон Корошка, Словенія. Висота над рівнем моря: 382,4 м.